# Milena Verlag
Der Milena Verlag ist ein österreichischer Buchverlag für Belletristik und Sachbücher. Gegründet 1980 in Wien als Wiener Frauenverlag widmete er sich bis 2007 der Förderung von Autorinnen und von feministischer Literatur und Wissenschaft. Dabei war auch Johanna Rachinger als Lektorin für den Verlag tätig.
Im Jahr 2007 wurde der Verlag neu aufgestellt und das Programm wurde geändert. In den folgenden Jahren erweiterte sich das Verlagsprogramm unter anderem auf Werke der klassischen Weltliteratur, zeitgenössischen Literatur, internationalen Literatur, der Satire und Zeitgeschichte. Einige der Autoren kommen zudem aus der Slam-Poetry-Szene.

## Autoren
- A: Stefan Abermann, Kathy Acker, Helga Anderle, Leontina Arditti, El Awadalla
- B: Eva Bachinger, Lilian M. Bader, James Graham Ballard, Thomas Ballhausen, Iain Banks, Toby Barlow, Irmgard Barta, Otto Basil, Amira Ben Saoud, Peter Benchley, Hugo Bettauer, David Bröderbauer, Günter Brödl, Rudolf Brunngraber, Nadja Bucher, Maria Buchmayr, Klaus Buttinger
- C: Edie Calie, Bill Callahan, Marc Carnal, Peter Cheyney, Claudi Coutre
- D: Peter Draxl, Brigitte Drexler
- E: Michaela Ebner, Kommando Elefant, Waltraud Ernst
- F: Verena Fabris, Fabian Faltin, Else Feldmann, Paul Ferstl, Edith Foster, Leonhard Frank, Edith Friedl, Kinky Friedman, Mali Fritz, Wolfgang Fritz, Walter Fröhlich
- G: Petra Ganglbauer, John Champlin Gardner, Claudia Gerhartl, Informationsstelle gegen Gewalt, Manfred Gram, Thomas Griessl, Walter Gröbchen, Linzer Grüne
- H: Gabriele Habinger, Elisabeth R. Hager, Heide Hammer, Erika Hasenhüttl, Dieter J. Hecht, Fred Heller, Elisabeth Hellmich, Heike Herrberg, Helga Hieden-Sommer, Ludwig Hirschfeld, Elias Hirschl, Gabi Horak, Max Horejs, Felix Hubalek, Friedrich Huch, Langston Hughes, Hydra
- I: Luce Irigaray, Mustafa Hamid Ishraga
- J: Anna Regine Jeck, Hermine Jursa, Christopher Just
- K: Irmtraut Karlsson, Peter Karoshi, Gina Kaus, Juliane Kay, Hilde Kernmayer, Manfred Kerry, Edith Kneifl, Magnus Koch, Viktorija Kocman, Markus Köhle, Nicole Kolisch, Jan Kossdorff, Beatrix M. Kramlovsky, Eva Kreisky, Sigrid Kretschmer, Susanne Kristek, Ursula Kubes-Hofmann, Wolfgang Kühnelt, Andreas Kump
- L: Friedo Lampe, Eleonore Lappin, Andreas Latzko, Meike Lauggas, Joe Lederer, Laurie Lee, Lisa Lercher, Heinz Liepman, Liane Locker, Paul Lukas, Ulrike Lunacek
- M: Albrecht E. Mangler, Elisabeth Markstein, Gerlinde Mauerer, Mieze Medusa, Dominika Meindl, Arbeitsgruppe Migrantinnen und Gewalt, Wolfgang Millendorfer, Dani C. Mimo, René Monet, Hélène de Monferrand, Gebrüder Moped, Christian Moser-Sollmann, Bernhard Moshammer, Liesl Müller-Johnson, Lisa Mundt, Mirjam Müntefering
- N: Christa Nebenführ, Robert Neumann, Agnes Neumayr, Barbara Neuwirth, Vilma Neuwirth, Maria Newald, Margit Niederhuber, Hermine Nierlich-Jursa
- O: Christine Oertel, Kurt Ostbahn
- P: Helga Pankratz, Hertha Pauli, Alice Pechriggl, Lisa Pei, Gudrun Perko, Peter Pirker, Silvia Pistotnig, Andreas Plammer, Hans Platzgumer, Wolfgang Pollanz, Evelyne Polt-Heinzl, Anita Prammer, Rosa Puhm
- R: Andreas Rainer, Dee Dee Ramone, Claudia Rath, Monika Reitprecht, Rachel Rep, Ulrike Repnik, Lisa Rettl, Ines Rieder, Tina Ring, Joseph Roth
- S: Christoph Salcher, Annemarie Selinko, Peter Scher, Götz Schrage, Gudrun Seidenauer, Elfriede Semrau, Hermann Sinsheimer, Beate Soltész, Amaryllis Sommerer, Hilde Spiel, Karin Spielhofer, Hildegard Steger-Mauerhofer, Sonja Steinert, Evelyn Steinthaler, Gerhard Stöger, Henrik Szántó, Eugen Szatmari
- T: Franziska Tausig, Carolin Tener, Texta, Katharina Tiwald, Friedrich Torberg, Claudia Maria Traint, Suzana Tratnik, Cornelia Travnicek, Karl Tschuppik, Thea Von Harbou
- W: Peter Waldeck, Tina Walzer, Alexia Weiss, Carl Weissner, Martina Wied, Margot Wieser, Vanessa Wieser, Tanela Wolff
- Y: Elisabeth Young-Bruehl
- Z: Michael Ziegelwagner, Peter Zimmermann, Maximilian Zirkowitsch
- z: Franziska zu Reventlow